# Salisbury (Anglia)
Salisbury (helyi kiejtéssel: [sɔːzb(ə)ri]) Anglia délnyugati részén fekvő város. A lakossága a 2001-es népszámlálás szerint 39 726 fő, amivel Swindon után Wiltshire megye második legnépesebb városa, habár Wiltshire-ben egyedül Salisbury rendelkezik city státusszal.

## Történelme
Habár a mai várost 1220-ig nem alapították meg, ezt megelőzően települések már létesültek itt, ezt újkőkorszaki leletek is bizonyítják. A vaskorban egy – a jelenlegi várostól 2–3 km-re található dombon – egy erőd is épült, amit később a rómaiak foglaltak el, akik Sorviodunumnak (vagy Sorbiodunumnak) nevezték el a települést. Ezt követően a szászok telepedtek meg itt, majd a normannok emeltek várat. 1086-ban a Domesday Bookban Salesberieként említik a helyet.
A város első katedrálisát Osmund püspök kezdte építtetni 1075 és 1092 között. 1120-ban egy nagyobb épületet is emeltek a dombon. A szintén a dombon lévő erőd miatt a katonai és vallási vezetők viszonya megromlott, ami azt eredményezte, hogy a katedrálist máshova kellett áthelyezni.
Végül 1220-ban megalapították New Sarum városát, a mai Salisburyt. Az új katedrálist is még abban az évben kezdték meg építeni Richard Poore püspök jóváhagyásával. A főtest mindössze 38 év alatt készült el és a korai angol építészet egyik remekműve. A város is gyors fejlődésnek indult, és a 14. századra Wiltshire legnagyobb településévé vált. Ekkor készült el a várost körülölelő fal is négy kapuval: High Street Gate, St Anne's Gate, Queen's Gate és St Nicholas Gate. A 19. században építettek egy ötödik kaput is. A St Anne's Gate felett található egy szoba, melyben a német zeneszerző, Georg Friedrich Händel lakott és több művét is ott írta. A londoni pestisjárvány idején II. Károly is a közelben szállt meg.

## Nevezetességek
A város fő látványossága a katedrális, amely 123 méteres templomtornyával a legmagasabb az Egyesült Királyságban. Az épületben található a négy fennmaradt Magna Charta másolatból a legjobb állapotban lévő példány, továbbá egy 1386-ból való hatalmas, mechanikus óra, mely az ország legrégebbi mechanikus órájának számít.
Salisbury a 18. században fontos zenei központ volt, a nyelvész James Harris – Händel barátja – rendezett koncerteket az Assembly Roomsban 50 éven keresztül, az 1780-ban bekövetkezett haláláig. A mai napig is híres előadók lépnek fel itt.
A városban minden évben megrendezik a hagyományos Szent György-napi parádét, ami egészen a 13. századig nyúlik vissza.
Salisbury fontos művészeti központ számos galériával. A 18. században John Constable – a vidéki tájképek mellett – sok híres festményt készített a katedrális tornyáról is.

## Sport
A város labdarúgócsapata a Conference Southban szereplő Salisbury City F.C.

## Demográfia
A 2011-es népszámlálás szerint Salisbury lakossága 40 302 fő. (A környékbeli kisvárosokkal és falvakkal kiegészülve 102 ezer fő.) Etnikailag ebből 95,73% fehér (91,00% fehér brit), 2,48% ázsiai (0,74% indiai, 0,41% bangladesi, 0,40% kínai), 0,45% fekete és 1,15% „kevert fajú” (mixed race).

## Fordítás
Ez a szócikk részben vagy egészben  a   Salisbury című angol Wikipédia-szócikk fordításán alapul.  Az eredeti cikk szerkesztőit annak laptörténete sorolja fel. Ez a jelzés csupán a megfogalmazás eredetét és a szerzői jogokat jelzi, nem szolgál a cikkben szereplő információk forrásmegjelöléseként.